# Fuck...I’m Dead
Fuck...I’m Dead (znany również, jako FID lub F.I.D.) – zespół grający deathgrind z Melbourne w Australii.
Fuck...I’m Dead powstało w maju 2000 z inicjatywy Toma Raetza (gitara basowa), Dave'a Hilla (gitara elektryczna i automat perkusyjny) i Jaya Jonesa (śpiew). W lipcu tego samego roku nagrali i wydali kasetę demo, na której znalazło się 8 utworów. Jakość była fatalna, lecz wystarczyła aby zainteresować kapelę Sanitys Down z Niemiec. Doprowadziło to do wspólnego nagrania splitu we wczesnym czasie roku 2001. Po ciężkiej pracy pod koniec roku 2001 światło dzienne ujrzał album Bring on the Dead. Niedługo po tym ukazał się kolejny split, tym razem z Engorged, w roku 2002. Jakiś czas później zespół wyruszył w trasę po swoim kraju oraz zaczął pracę nad materiałem na kolejne wydawnictwo. W roku 2007 powstały dwa następne splity – z Vulgar Pigeons oraz Rompeprop. W swojej dyskografii mają również album koncertowy w formacie DVD i CD.

## Członkowie
- Jay Jones – śpiew
- Tom Raetz – gitara basowa
- Dave Hill – gitara elektryczna, automat perkusyjny
- Xavier Irvine – gitara elektryczna
- Darren Condy – perkusja

## Dyskografia
- 2000 Fuck...I’m Dead
- 2001 Sanitys Dawn/Fuck...I’m Dead
- 2001 Bring on the Dead
- 2003 Fuck...I’m Dead/Engorged
- 2006 Gore Grind Thrash Attack Live

## Wideografia
- 2006 Gore Grind Thrash Attack Live (DVD)